# Nudechinus verruculatus
Espèce
Synonymes
- Cyrtechinus verruculatus (Lütken, 1864)

Nudechinus verruculatus est une espèce d'oursins (échinodermes) de la famille des Toxopneustidae.

## Caractéristiques
Ce sont de tout petits oursins réguliers de forme sphérique, légèrement bombés (avec une face orale presque plane). Ils ne dépassent pas 2,5 cm de diamètre, et sont couverts de radioles (piquants) très courtes, blanches et émoussées, réparties en dix franges assez bien délimitées, et d'où émergent de longs podia transparents à ventouse blanche. Les côtés sont souvent marqués par des méridiens sombres en forme de zigzag, qui sont en fait les sutures entre les aires ambulacraires et interambulacraires. Ces oursins font partie des « oursins collecteurs » : ils se servent souvent des podia de leur face aborale (supérieure) pour récolter des objets de manière à se dissimuler, ce qui les rend d'autant plus difficiles à voir.

Nudechinus verruculatus

## Habitat et répartition
La population de cet oursin minuscule est encore imparfaitement connue, mais semble englober l'archipel des Mascareignes, dans le sud-ouest de l'Océan Indien. Il est cependant aussi identifié à Hawaii, où il semble se cacher sous les roches en eaux peu profondes.